# Malahvia
Malahvia este o arie protejată (arie specială de conservare — SAC, sit de importanță comunitară — SCI) din Finlanda întinsă pe o suprafață de 2.383 ha, integral pe uscat.

## Localizare
Centrul sitului Malahvia este situat la coordonatele 64°46′27″N 29°42′33″E / 64.7742°N 29.7092°E.

## Înființare
Situl Malahvia a fost declarat sit de importanță comunitară în mai 2002 pentru a proteja 1 specie de animale. Situl a fost protejat și ca arie specială de conservare în aprilie 2015.

## Biodiversitate
Situată în ecoregiunea boreală, aria protejată conține 11 habitate naturale: Ape oligotrofe din câmpii nisipoase, cu un conținut foarte redus de minerale (Littorelletalia uniflorae), Lacuri și iazuri distrofice naturale, Cursuri de apă de la nivel de câmpie la nivel montan, cu vegetație Ranunculion fluitantis și Callitricho-Batrachion, Turbării active, Mlaștini turboase de tranziție și turbării mișcătoare, Izvoare fino-scandinave și mlaștini produse de izvoare bogate în minerale, Mlaștini alcaline, Turbării Aapa, Taiga vestică, Păduri de conifere pe eskere fluvioglaciare sau legate la acestea, Mlaștini împădurite.
La baza desemnării sitului se află o specie protejată de  nevertebrate: Boros schneideri.
Pe lângă speciile protejate, pe teritoriul sitului au mai fost identificate 11 specii de păsări, 1 specie de mamifere, 16 specii de nevertebrate, 44 de specii de pești.